# Нидер, Константинос
Константинос Нидер (греч. Κωνσταντίνος Νίδερ; 1865, Месолонгион — 1942, Афины) — греческий генерал, участник Первой мировой войны, Украинского и Малоазийского походов греческой армии.

## Биография
Константинос Нидер родился в Месолонгионе в 1865 году, в семье баварского военного врача Франциска Ксаверия Нидера. Отец был одним из многих баварцев, прибывших в Грецию вместе с королём Оттоном.
Поступил в Военное училище эвэлпидов, которое закончил в 1887 году, в звании младшего лейтенанта инженерных войск.
Нидер прослужил восемь лет в австрийской геодезической миссии в Греции, положившей начало Географической службе греческой армии.
Получив звание лейтенанта в 1890 году и капитана в 1898 году, он был послан во Францию для дальнейшей учёбы в 1903 году. По возвращении он получил звание майора и назначение, сначала в Генеральный штаб армии, а затем в штаб 3-й пехотной дивизии. В 1910—1914 годах, он служил в качестве начальника Кадрового отдела армии, и начальника Штаба тыла и поддержки войск в Балканские войны.
Получил звание подполковника в 1911 году.
Имя Нидера отмечено в истории Первой Балканской войны, когда в октябре 1912 года он был послан премьер-министром Венизелосом объяснить королевскому двору о необходимости развернуть греческую армию, шедшую к городу Монастир, в сторону македонской столицы, городу Фессалоники. Последовала Битва при Яннице, которая открыла греческой армии дорогу к македонской столице.
В 1914 году Нидер получил звание полковника и стал начальником штаба Первого корпуса армии. Во время Национального раскола он оставался лояльным королю Константину. Однако, поскольку Нидер не был отмечен как ярый роялист, он был оставлен в армии после изгнания короля и приходу к власти его противника, премьер-министра Э. Венизелоса в июне 1917 года. Победа Венизелоса привела к немедленному вступлению всей страны в Первую мировую войну, на стороне Антанты. Нидеру было поручено командование 1-й пехотной дивизией.
В 1917 году, в качестве командира 1-й дивизии, отвоевал у болгар Серре (город) и Драма (город).

## На стороне Антанты против Советской России
В декабре 1918 года он принял командование Первым корпусом армии, который вскоре принял участие в союзной интервенции на юг России, воюя против большевиков в Крыму и под Одессой. Украинская экспедиция продлилась до лета 1919 года и стала первой, в которой «греческие офицеры и солдаты, во имя якобы национальных интересов, были использованы в чужих и империалистических целях».
Корпус Нидера принял участие в операциях в Херсоне 17 января − 25 февраля 1919 года, в Николаеве 17 февраля — 1 мая 1919 года, Васильево и Берёзовке с 8 февраля по 5 марта 1919 года, а также в Крыму 11 марта — 15 апреля 1919 года.

## Малоазийский поход
С 1919 года, по мандату Антанты, Греция получила контроль на 5 лет (до проведения референдума) малоазийского региона вокруг Смирны, имевшего тогда значительное греческое население. Греческая армия ввязалась здесь в бои с кемалисталистами.
2 июня 1919 года, Нидер был назначен временным командующим оккупационных войск вокруг города Смирна (Измир). Нидер занимал этот пост до декабря, когда он вернулся к своим обязанностям командующего Первого корпуса, который являлся частью оккупационных сил.

15 июня организованные турецкие силы, перейдя с левого берега реки Меандр, которая была границей итальянской зоны оккупации, при попустительстве и поддержке итальянцев, совершили налёт на город Айдын и устроили там резню. Нидер отбил город и турки скрылись в итальянской зоне. Резня в Айдыне, включая резню детей-скаутов нашла своё отражение в докладе Нидера от 23 июня, когда город был вновь освобождён греческой амией: 

«Таких зверств звери не делают. Свои жертвы турки мучали перед тем как зарезать. Отрезанные уши, носы, выбитые зубы, выколотые глаза, отрезанные груди женщин…»

.
В качестве командующего Первого корпуса, Нидер принял участие в последующих сражениях Малоазийского похода, до своей замены в феврале 1921 года, когда командование Первым корпусом принял генера-лейтенант Александрос Кондулис.

## После Малой Азии
После греческого поражения в Малой Азии в августе 1922 года и свержения монархистского правительства офицерами — сторонниками Венизелоса, Нидер был отозван на действительную службу и назначен командующим Армии Фракии На этом посту он оставался до своей отставки в декабре 1923 года.
Он стал заместителем Военного министра в 1925 году, и начальником Военного департамента Президента Греции (в это время им был его бывший начальник штаба, Теодорос Пангалос, который стал диктатором в 1925 году) с апреля по август 1926 года. После этого Нидер ушёл в отставку с действительной службы и удалился от общественной жизни.
Генерал Нидер умер в Афинах в 1942 году, во время тройной германо-итало-болгарской оккупации Греции.